# Елубаев, Смагул Абатович
Смагул Абатович Елубаев (каз. Смағұл Абатұлы Елубай; род. 9 марта 1947, Керкинский район, Туркменская ССР, СССР) — казахский писатель и кинодраматург, член Союза писателей Казахстана, заслуженный деятель Казахстана (2013). Лауреат литературной премии тюркского мира (октябрь 2022 года), Народный писатель Казахстана («Қазақстанның халық жазушысы»), октябрь 2023 года.

## Биография
Родился 9 марта 1947 года в ауле в Керкинском районе Чарджоуской области, Туркменская ССР.
Происходит из рода табын племени жетіру. В 30-е годы 20-го века предки Смагула бежали от голода из Западного Казахстана от реки Эмба в Каракалпакию, затем далее в Туркмению.
В 1961 году семья вернулась в Казахстан. Учился в алматинской школе № 12, единственной школе на казахском языке в столице Казахской ССР. В 1971 году закончил журфак КазГУ им. Кирова. В 1975 году окончил Высшие сценарные курсы в Москве.

### Трудовая деятельность
- В 1971 — корреспондент районной газеты в Восточно-Казахстанской области.[5]
- С 1972 года – в системе кино.[6]
- 1976-1992 гг. — заместитель главного редактора киностудии «Казахфильм».
- 1992-1995 гг. — главный редактор журнала «Парасат» (Интеллект).
- 1995-2004 гг. — сотрудник Радио „Свободная Европа“/Радио „Свобода“, Прага, Чехия[5], работал в Казахской редакции[7].
- 2008-2010 гг. — главный редактор киностудии «Казахфильм», вице-президент казахстанского «Пен Клуба».
- С 2010 года — профессор кафедры «История и теория кино» Национальной академии искусств имени Т. Жургенова[8].

## Политическая деятельность
В 2011 году принимал участие в выборах в Мажилис по партийному списку партии Ак жол. 8 декабря был включён в партийный список под номером 18. Однако 14 декабря 2011 года постановлением Центральной избирательной комиссии Казахстана был исключён из партийного списка с формулировкой «не соответствует требованиям Конституции, не проживает последние десять лет в Казахстане».

## Семья
Сын — Бегарс (каз. Бекарыс), окончил филологический факультет Казахского государственного университета, актёр, кинорежиссёр. Позже он окончил Московский институт предпринимательства и права в г. Праге, Чешская Республика, в 2002 году.

## Литературные произведения
- «Ойсыл-Қара» (1972), Алматы;
- «Саттар соқпағы» (1974), Алматы;
- «Жарық дүние» (1978), Алматы;
- «На свете белом» (1982), Москва;
- «Ақ боз үй» (1990), роман, Алматы, переиздан несколько раз;
- «Одинокая юрта» («Ақ боз үй»), Алма-Ата, "Балауса" (на рус.яз.), 1992. Роман-трилогия о голоде 1932 года в Казахстане и репрессиях 1937 года (Часть 1. «Одинокая юрта» (1984, рукопись), часть 2. «Молитва» (1986, рукопись), часть 3. «Бренный мир» (1999, рукопись);
- «Молитва» (1992), роман, Алматы
- «Бренный мир» (2000), роман, Алматы
- «Век страшного суда» («Қиямет-қайым ғасыры», книга для сомневающихся) (2011)[14]
- «Lonely Yurt» («Одинокая юрта») на английском языке, переиздана казахским ПЕН-клубом в США, которая получила номинацию "Книга недели" на ресурсе Amazon.com в ноябре 2016 года[15].
- «Ақ боз үй» (2017), сборник произведений в 2 томах;
- «Arasat meidany» (2017) («Одинокая юрта») на турецком языке, г. Анкара, Турция, Лауреат литературной премии тюркского мира, октябрь 2022 года
- «Una Yurta Solitaria» (2018) («Одинокая юрта») на испанском языке, г. Мадрид, Испания.

## Одинокая юрта
Главным произведением Елубая Смагула несомненно является роман «Одинокая юрта», производящий огромное впечатление на читателя .
Елубай Смагул (автор о романе «Одинокая юрта») :
«На окраине Алматы, в ущелье Аксай, возле горной речки я выбрал малолюдное место, поставил чабанскую юрту, поселился в ней один-одинёшенек. И прожил там три лета. Первая часть трилогии была готова зимой 1984-го. Я понёс рукопись моим друзьям-издателям. Первая их реакция была – испуг. Вторая – глубокий испуг. Страх. За меня, за себя и за всех нас. А тут еще разразились декабрьские события 1986 года, само слово «казах» стало считаться крамольным. Понадобилось пять лет –целых пять лет! – чтобы дело сдвинулось с мёртвой точки. Для меня это были самые страшные годы, хотя я был убеждён, что книга эта – главный труд в моей творческой судьбе…» 

Адольф Арцишевский (писатель, поэт, переводчик, редактор): 
«Роман Смагула Елубаева «Одинокая юрта» стал знаковым в литературе конца ХХ – начала XXI века. Об этой книге и ее авторе Мурат Ауэзов сказал горестные и убийственно точные слова: «Роман Смагула спас казахскую литературу от позора перед лицом истории». В эпоху тотального запрета на тему голодомора Смагул Елубаев, быть может, единственный отважился сказать об этой трагедии всю правду. Она жгла его совесть, его сердце. Написание романа стоило ему нескольких инфарктов, он пережил клиническую смерть. «Одинокая юрта» не просто литературный факт, это акт гражданского мужества. Репортаж с петлей на шее». 

Бигельды Габдуллин (президент Международного казахского ПЕН-клуба): 
«В своем знаменитом романе «Одинокая юрта» Смагул Елубаев поднял такие пласты народной жизни, что это произведение можно смело сравнивать с незабвенными книгами Михаила Шолохова «Тихий Дон» и «Поднятая целина». Роман «Одинокая юрта» сегодня напрямую влияет на массовое сознание подрастающего поколения казахов. Думаю, счастлива нация, имеющая такого талантливого художника слова. Особенно сегодня». 

## Фильмография
Сценарист:
- 1982 — «Красная юрта» (реж. Канымбек-Кано Касымбеков)
- 1983 — «Искупи вину» (реж. Серик Жармухамедов)
- 1983 — «Дом под луной» (реж. Болат Омаров)
- 1991 — «Суржекей — ангел смерти» (реж. Дамир Манабаев), главный приз кинофестиваля СНГ—1992 в Ашхабаде, Туркменистан, Гран-при за лучший игровой фильм (совместно с фильмом «Гибель Отрара») на смотре-конкурсе «Казахское кино сегодня», Алма-Ата—93.
- 1993 — «Батыр Баян» (реж. Сламбек Таукел)
- 2004 — «Кек» (Месть, реж. Дамир Манабаев), по повести Абиша Кекильбаева «Кюйши», специальный приз жюри на МКФ «Евразия» (Алматы, Казахстан, 2006), приз за Лучший фильм на МКФ «Золотой витязь» (Кисловодск, Россия, 2007).
- 2012 — «Әнші бала» (Мальчик-охотник, реж. Бегарс Елубай, Ерлан Нурмухамбетов), главный приз "Хрустальная полусфера" международного кинофестиваля IFFF, Голливуд, США в номинации "Лучший зарубежный фильм (драма)" [18], Лучший фильм конкурса "КиноМалыШок" в рамках XXI Открытого кинофестиваля стран СНГ, Латвии, Литвы и Эстонии "Киношок-2012", "Лучший фильм для детей и юношества" на II Международном кинофестивале семейных и детских фильмов "Сердце Байкала" в г. Иркутске.
- 2016 — «Оазис» (реж. Бегарс Елубай)
- 2016 — сериал «Қазақ елі» («Алмазный меч», реж. Рустем Абдрашев, по повести Ильяса Есенберлина, сценарий совместно с Тимуром Жаксылыковым), Гран-при за лучший фильм, а также победа в номинации «Лучшая режиссерская работа» на Международном кинофестивале независимого кино «BRAGACINE», 2022г.
- 2018 —  «Бала гашыктык» (реж. Бегарс Елубай)
- 2019 —  "Алтын тақ"
- 2021  — «Ақ боз үй» (реж. Бегарс Елубай), приз "Лучшая мужская роль" на международном кинофестивале в Турции, ноябрь 2022 года

## Награды
- Орден «Курмет» (2005)[19]
- Премия казахского Пен-клуба (2012)[20]
- Заслуженный деятель Казахстана (2013)
- Государственная стипендия в области культуры (2015)[21], (2016)[22]
- Указом Президента Республики Казахстан за выдающиеся заслуги в казахской литературе и культуре награждён орденом «Парасат» (5 декабря 2018)
- Звание «Қазақстанның халық жазушысы» (Народный писатель Республики Казахстан) получено в октябре 2023 года[23]